# Dziesięcionogi
Dziesięcionogi (Decapoda) – rząd skorupiaków wyższych liczący ponad 6000 gatunków z nadrzędu raków właściwych (Eucarida), u których zwykle pierwsza para odnóży krocznych jest przekształcona w duże szczypce. Obejmuje kraby, homary, krewetki, raki oraz kilka mniej znanych rodzin.
Nazwa pochodzi od pięciu par odnóży krocznych (pereiopody), niekiedy przystosowanych do pływania (pleopody), znajdujących się na tułowiu (pierwsza para może być przekształcona w szczypce). Na przodzie tułowia znajdują się jeszcze trzy pary odnóży tzw. szczękonóża (maxillipedes), których zadaniem jest chwytanie pokarmu. Karapaks jest zrośnięty z segmentami tułowiowymi i podzielony bruzdami na mniejsze pola.

## Klasyfikacja
Klasyfikacja zmieniała się wielokrotnie. Dawniej jako kryterium rozróżniające przyjmowano sposób życia i stosownie do tego wyróżniano Natantia (pływające) i Reptantia (kroczące).
Dzielą się na:
- długoodwłokowe (Macrura) – rak, krewetka, homar
- krótkoodwłokowe (Brachyura) – krab
- miękkoodwłokowe (Anomura) – pustelnik

Według De Grave’a (et al.) przyjęto następującą klasyfikację
Rząd Decapoda Latreille, 1802

podrząd Dendrobranchiata Bate, 1888
- -     - nadrodzina Penaeoidea Rafinesque, 1815
    - nadrodzina Sergestoidea Dana, 1852

podrząd Pleocyemata Burkenroad, 1963
- infrarząd Stenopodidea Claus, 1872
- infrarząd Caridea Dana, 1852 – krewetka właściwa
  -     - nadrodzina Pleopteryxoidea Schweigert & Garassino, 2006
    - nadrodzina Procaridoidea Chace & Manning, 1972
    - nadrodzina Galatheacaridoidea Vereshchaka, 1997
    - nadrodzina Pasiphaeoidea Dana, 1852
    - nadrodzina Oplophoroidea Dana, 1852
    - nadrodzina Atyoidea de Haan, 1849
    - nadrodzina Bresilioidea Calman, 1896
    - nadrodzina Nematocarcinoidea Smith, 1884
    - nadrodzina Psalidopodoidea Wood-Mason & Alcock, 1892
    - nadrodzina Stylodactyloidea Bate, 1888
    - nadrodzina Campylonotoidea Sollaud, 1913
    - nadrodzina Palaemonoidea Rafinesque, 1815
    - nadrodzina Alpheoidea Rafinesque, 1815
    - nadrodzina Processoidea Ortmann, 1890
    - nadrodzina Pandaloidea Haworth, 1825
    - nadrodzina Physetocaridoidea Chace, 1940
    - nadrodzina Crangonoidea Haworth, 1825
- infrarząd Eryonoidea de Haan, 1841
- infrarząd Astacidea Latreille, 1802
  -     - nadrodzina Palaeopalaemonoidea Brooks, 1962
    - nadrodzina Enoplometopoidea de Saint Laurent, 1988
    - nadrodzina Nephropoidea Dana, 1852
    - nadrodzina Astacoidea Latreille, 1802
    - nadrodzina Parastacoidea Huxley, 1879
- infrarząd Glypheidea Winckler, 1882
  -     - nadrodzina Glypheoidea Winkler, 1883
    - nadrodzina Erymoidea Van Straelen, 1924
- infrarząd Axiidea de Saint Laurent, 1979
- infrarząd Gebiidea de Saint Laurent, 1979
- infrarząd Achelata Scholtz & Richter, 1995
- infrarząd Polychelida Scholtz & Richter, 1995
- infrarząd Anomura MacLeay, 1838
  -     - nadrodzina Aegloidea Dana, 1852
    - nadrodzina Galatheoidea Samouelle, 1819
    - nadrodzina Hippoidea Latreille, 1825
    - nadrodzina Kiwaoidea Macpherson, Jones & Segonzac, 2005
    - nadrodzina Lithodoidea Samouelle, 1819
    - nadrodzina Lomisoidea Bouvier, 1895
    - nadrodzina Paguroidea Latreille, 1802
- infrarząd Brachyura Latreille, 1802
  - sekcja Dromiacea de Haan, 1833
    - nadrodzina Dakoticancroidea Rathbun, 1917
    - nadrodzina Dromioidea de Haan, 1833
    - nadrodzina Eocarcinoidea Withers, 1932
    - nadrodzina Glaessneropsoidea Patrulius, 1959
    - nadrodzina Homolodromioidea Alcock, 1900
    - nadrodzina Homoloidea de Haan, 1839

  - sekcja Raninoida De Haan, 1839
  - sekcja Cyclodorippoida Ortmann, 1892
  - sekcja Eubrachyura de Saint Laurent, 1980
    - nadrodzina Aethroidea Dana, 1851
    - nadrodzina Bellioidea Dana, 1852
    - nadrodzina Bythograeoidea Williams, 1980
    - nadrodzina Calappoidea Milne Edwards, 1837
    - nadrodzina Cancroidea Latreille, 1802
    - nadrodzina Carpilioidea Ortmann, 1893
    - nadrodzina Cheiragonoidea Ortmann, 1893
    - nadrodzina Componocancroidea Feldmann, Schweitzer & Green, 2008
    - nadrodzina Corystoidea Samouelle, 1819
    - nadrodzina Dairoidea Serène, 1965
    - nadrodzina Dorippoidea MacLeay, 1838
    - nadrodzina Eriphioidea MacLeay, 1838
    - nadrodzina Gecarcinucoidea Rathbun, 1904
    - nadrodzina Goneplacoidea MacLeay, 1838
    - nadrodzina Hexapodoidea Miers, 1886
    - nadrodzina Leucosioidea Samouelle, 1819
    - nadrodzina Majoidea Samouelle, 1819
    - nadrodzina Orithyioidea Dana, 1852
    - nadrodzina Palicoidea Bouvier, 1898
    - nadrodzina Parthenopoidea MacLeay, 1838
    - nadrodzina Pilumnoidea Samouelle, 1819
    - nadrodzina Portunoidea Rafinesque, 1815
    - nadrodzina Potamoidea Ortmann, 1896
    - nadrodzina Pseudothelphusoidea Ortmann, 1893
    - nadrodzina Pseudozioidea Alcock, 1898
    - nadrodzina Retroplumoidea Gill, 1894
    - nadrodzina Trapezioidea Miers, 1886
    - nadrodzina Trichodactyloidea H. Milne Edwards, 1853
    - nadrodzina Xanthoidea MacLeay, 1838
    - nadrodzina Cryptochiroidea Paulson, 1875
    - nadrodzina Grapsoidea MacLeay, 1838
    - nadrodzina Ocypodoidea Rafinesque, 1815
    - nadrodzina Pinnotheroidea de Haan, 1833